# حسن علی صارمی کلالی
حسن علی صارم کلالی (زاده ۱۳۰۴ در مشهد – فوت ۱۶ آبان ۱۳۹۰ در مشهد) از اعضای مؤسس مکتب پان ایرانیسم، حزب ملت ایران، حزب نبرد ایران بود.

## فعالیتهای سیاسی
در بین سال‌های ۱۳۲۴ الی ۱۳۲۵ گروهی از این جوانان که در سنین پایانی دبیرستان یا آغازین دانشگاه بودند سازمانی به نام «انجمن» را در دو شاخه نظامی و سیاسی تشکیل دادند کلالی از افرادی بود که به اتفاق محمدرضا عاملی تهرانی ـ حسین خان مصدق اعضای سیاسی را تشکیل می‌دادند اعضای نظاlی این انجمن عبارت بودند از: محسن پزشکپور ـ علی نقی عالیخانی ـ بیژن فروهر ـ علیرضا رئیس ـ جواد تقی‌زاده ـ داریوش همایون ـ حسن غفوری ـ هوشنگ حق نویس 
صارم کلالی به اتفاق دوستانش در انجمن در ۱۵ شهریور سال ۱۳۲۶ «مکتب پان ایرانیسم» پایه‌گذاری کرد. پس از مدتی داریوش فروهر به این مکتب پیوست. کلالی به اتفاق داریوش فروهر و چند تن دیگر در آبانماه۱۳۲۷ ار مکتب جدا شدند و حزب نبرد ایران را تشکیل دادند. دبیرکل این حزب حسن علی صارم کلالی بود. این حزب روزنامه‌ای بنام ابر مرد و بعد از آن آپادانا را داشت.

## تشکیل حزبملت ایران
در آبانماه ۱۳۳۰ اعضای مکتب موافقت کردند که با حزب نبرد ایران ائتلاف کنند در جریان این ائتلاف اسم حزب به «حزب ملت ایران بر بنیاد پان‌ایرانیسم» تغییر می‌کند و داریوش فروهر دبیر حزب می‌گردد و حسن علی صارم کلالی به اتفاق محسن پزشکپور، محمدرضاعاملی تهرانی، جواد تقی‌زاده کمیته موقت عالی رهبری را تشکیل می‌دهند. 
در همان مراحل اول گروهی به پیشگامی محمد مهرداد و منوچهر تیمسار، سازمان پان‌ایرانیست، یا پرچمداران پان‌ایرانیسم، را به وجود آوردند. و در هفدهم دیماه ۱۳۳۰، گروهی از افراد مکتب پان‌ایرانیسم از تهران و شهرستان‌ها تصمیم به جدا شدن از این حزب و تشکیل حزب پان ایرانیست گرفتند. محسن پزشکپور، محمدرضاعاملی تهرانی، اسماعیل فریور، و هوشنگ آقابیاتی، به عنوان کمیته موقت حزب پان ایرانیست، مسئول تدارک برگزاری نخستین کنگره این حزب گردیدند. تا پیش از کودتای ۲۸ مرداد ۱۳۳۲، تلاش‌هایی برای بهم پیوستن دو حزب ملت ایران وحزب پان ایرانیست صورت گرفت که به نتیجه دلخواه نرسید.
پس از جدایی این سه گروه کلالی در حزب ملت ایران به عنوان دبیر حزب انتخاب شد که آن موقع دستور نام داشت. اما چون ایشان متولد مشهد بود و آنجا کشاورزی داشت پس از مدتی مجبور به برگشت به شهر خودش شد و لذا با موافقت سایر یاران داریوش فروهر دبیر حزب ملت ایران شد. بایگانی‌شده  در ۱۹ مه ۲۰۱۱ توسط Wayback Machine
آقای کلالی پس از آن هم همواره با حزب تماس داشت و بعد به تهران آمده و در حالیکه در آن موقع حزب به صورت شورائی اداره می‌شد در سال ۱۳۴۰ در کنگره حزب به عضویت کمیته مرکزی انتخاب شد و جزو ۷ نفر کمیته مرکزی و رئیس کمیته مرکزی حزب شد که دبیر حزب هم فروهر بود. 
کلالی در ۱۶ آبان ۱۳۹۰ در مشهد درگذشت.